# Wiktor Kordowicz
Wiktor Kordowicz (ur. 23 stycznia 1904 w Kolonii Ostrowik, zm. 5 czerwca 1982 w Warszawie) – polski historyk ruchu ludowego, nauczyciel, działacz społeczny.

## Życiorys
Absolwent Seminarium Nauczycielskiego w Lublinie (1925). Następnie pracował jako nauczyciel w Różance Pacowskiej i w Lidzie, w latach 1930-1939 był instruktorem oświaty pozaszkolnej w Kuratorium Okręgu Szkolnego Wileńskiego. Równocześnie był działaczem Związku Młodzieży Wiejskiej i Związku Akademickiej Młodzieży Ludowej, a w latach 1932-1934 Legionu Młodych w Wilnie. Od 1934 był prezesem zarządu Towarzystwa Opieki nad Zdolną, a Niezamożną Młodzieżą. W 1939 ukończył studia na Wydziale Humanistycznym Uniwersytetu Stefana Batorego w Wilnie. 
W latach 1939–1941 pracował jako nauczyciel w Wilnie, następnie uczestniczył w tajnym nauczaniu. Był członkiem ZWZ/AK, a od 1943 wchodził w skład konspiracyjnego kierownictwa wileńskiego Stronnictwa Ludowego. W latach 1944–1945 pracował jako nauczyciel w Wilnie, następnie był wizytatorem Kuratorium Okręgu Szkolnego Łódzkiego (1945-1948), nauczycielem w Liceum im. Stefana Batorego w Warszawie (od 1948), kierownikiem wydziału w Naczelnej Radzie Odbudowy Warszawy (1952-1956), pracownikiem Muzeum Historycznego m. st. Warszawy (1956-1961), kierownikiem Zakładu Historii Ruchu Ludowego (1961-1963), pracownikiem Muzeum Historii Polskiego Ruchu Rewolucyjnego (1963-1965).
Od 1945 działacz Związku Młodzieży Wiejskiej „Wici”, od 1947 członek SL, od 1949 ZSL, w 1945 był jednym z organizatorów Towarzystwa Burs i Stypendiów RP (w latach 1947-1951 prezesem zarządu tej organizacji), w latach 1959-1961 sekretarzem Krajowego Komitetu Społecznego Funduszu Budowy Szkół Tysiąclecia.
W PRL odznaczony Krzyżem Oficerskim Orderu Odrodzenia Polski.
Jego imieniem nazwana jest Bursa nr 1 w Warszawie.

## Wybrane publikacje
- Warszawa w poezji i pieśni, pod red. Wiktora Kordowicza, Warszawa: Towarzystwo Burs i Stypendiów RP 1950.
- Konstanty Kalinowski: rewolucyjna demokracja polska w powstaniu styczniowym na Litwie i Białorusi, Warszawa: Ludowa Spółdzielnia Wydawnicza 1955.
- Aleksander Sochaczewski 1839-1923: pamiętnik malarski A. Sochaczewskiego o polskich i rosyjskich zesłańcach na Syberię, Warszawa: Muzeum Historii Polskiego Ruchu Rewolucyjnego. Oddział w X Pawilonie Cytadeli Warszawskiej 1964.

## Rodzina
Był ojcem Jerzego Kordowicza (1943), popularyzatora muzyki elektronicznej, dziennikarza radiowego, publicysty, realizatora i reżysera dźwięku i Muriel Kordowicz (1949), tłumaczki z języków byłej Jugosławii i poetki.